# United African Methodist Church Cemetery
Der United African Methodist Church Cemetery (auch Hayti Church Cemetery und Springfield Cemetery) ist ein geschlossener Friedhof in Marple Township (Pennsylvania, USA).
Die Gründung geht auf das Jahr 1838 zurück. 1839 wurde mit dem Bau einer kleinen Kirche begonnen. Dies war die zweite erbaute Kirche in Marple Township. Bereits im selben Jahr, als nur der Grundrahmen des Gebäudes stand, fanden dort bereits Gottesdienste der Gemeinde statt, die zuvor in den Häusern der Gemeindemitglieder abgehalten wurden. 1864 kam es zu einer Erweiterung des Friedhofes. 1869 wurde die afroamerikanische Kirche, die „Hayti Church“, offiziell auf „United African Methodist Church of Marple“ getauft. 1892 kam es zu einem Brand, welcher die Kirche zerstörte. Die Gemeindemitglieder wichen daraufhin nach Media aus, der Friedhof wurde aber weiterhin genutzt, offiziell bis 1918. 1944 fand dort die letzte Bestattung statt.
Da sich viele Angehörige einen Grabstein nicht leisten konnten, wurden aus einem nahe gelegenen Steinbruch Feldsteine entwendet und für diesen Zweck verwendet.
Auf dem Hayti Cemetery sind viele Soldaten des Sezessionskriegs bestattet, wie etwa der am 6. August 1914 im Alter von 69 Jahren verstorbene John W. Hodges. Die Initialen „GAR“, welche für „Grand Army of the Republic“ stehen, sind auf seinem Grabstein eingemeißelt.